# 聖クラレチアン宣教会
聖クラレチアン宣教会（せいクラレチアンせんきょうかい: ラテン語: Congregatio Missionariorum Filiorum Immaculati Cordis Beatae Mariae Virginis C.M.F）はスペイン、バルセロナの聖アントニオ・マリア・クラレによって1849年に結成された。「クラレチアン会」と省略されることがある。

## 創設
アントニオ・マリア・クラレは1807年12月23日にスペインのバルセロナ近郊のサジェント(Sallent)で生まれた。1829年にビックの神学校で学んだ後、1834年12月20日に司祭に叙階された。1841年7月9日には使徒的宣教者の称号を贈られる。1848年3月、カタルニア地域の情勢悪化によりビック司教からカナリア諸島での布教に派遣され、1849年5月にカナリア諸島から帰国。1849年7月16日、聖クラレチアン宣教会（ラテン語名の日本語訳は「聖マリアの汚れなき御心の子宣教会」）を創設。

### 創設後
10月4日、クラレは王室からの辞令「キューバ大司教」を悩んだ末に受諾。10月6日ヴィックの大聖堂で司教に叙階される。1857年2月、イサベル2世に呼び戻され、聴罪司祭に任じられる。1868年9月30日、クーデターにより、イサベル2世の一族とともにフランスへ亡命。1869年3月30日、イサベル2世に別れを告げ、ローマに向かいピウス9世が召集した第一バチカン公会議の準備に従事。公会議では教皇不可謬説を主張。1870年10月24日に死去。1950年5月7日ピウス12世によって列聖。

## 日本での活動
1951年、ブリスキー神父らが来日。大阪市旭区今市に初めて修道院が設立される。
2018年6月2日に、聖クラレチアン宣教会の司祭であり、スペイン人宣教師のヨゼフ・アベイヤ師がオプス・デイの酒井俊弘師と共に大阪大司教区の補佐司教に任命され、同年7月16日、大阪カテドラル聖マリア大聖堂にて前田万葉大司教の枢機卿新任報告式に際して司教として叙階された。
2020年4月14日、アベイヤ師は福岡司教区の司教に任命された。

## 日本での教育
日本での聖クラレチアン宣教会または聖クラレチアン宣教修道女会を母体とする教育機関は以下の通り。
- うみのほし幼稚園（大阪府枚方市）1953年12月28日開園
- 高槻マリア・インマクラダ幼稚園（大阪府高槻市）1954年6月3日開園
- あけのほし幼稚園（大阪府大阪市）1954年開園
- 常翔啓光学園中学校・高等学校（大阪府枚方市）1957年開校
- 倉敷マリア・インマクラダ幼稚園（岡山県倉敷市）1968年4月1日開園
- 市原マリア・インマクラダ幼稚園（千葉県市原市）1968年4月1日開園
- あけの星幼稚園（名古屋市）1969年開園